# Plecoptera diplosticha
Plecoptera diplosticha är en fjärilsart som beskrevs av George Francis Hampson 1926. Plecoptera diplosticha ingår i släktet Plecoptera och familjen nattflyn. Inga underarter finns listade i Catalogue of Life.